# Protest Rešimo Slovenijo
Protest Rešimo Slovenijo je potekal 10. oktobra 2019 na Prešernovem trgu v Ljubljani. Shod je bil uperjen proti aktualni vladi, organizirale pa so ga razne desne politične stranke ter civilne iniciative in društva.

## Ozadje
Shod sta organizirala Slovenska ljudska stranka in Franc Kangler, ki so se jima pridružili še Slovenska demokratska stranka, Glas za otroke in družine in Novi socialdemokrati ter okoli 20 civilnih iniciativ in društev. Shodu je podporo izrekel tudi tednik Demokracija (revijo izdaja založba Nova obzorja, ki je lastniško povezana s stranko SDS).

## Potek
Shod se je pričel Na Prešernovem trgu se je zbralo nekaj tisoč protestnikov (po navedbah SLS 3.000 do 5.000). Udeleženci so bili pretežno starejši. Med protestniki so bile opazne številne slovenske zastave. Množico so med drugim nagovorili bivši mariborski župan Franc Kangler, predsednik SDS Janez Janša, predsednik SLS Marjan Podobnik in podpredsednica SLS Suzana Lara Krause. Med udeleženci so bili vidni člani SDS. Na stojnici so med protestom prodajali knjige založbe Nova obzorja.